# 阿爾特姆·皮沃瓦羅夫
阿尔特姆·沃洛迪米羅維奇·皮沃瓦罗夫（羅馬化：Artem Volodymyrovych Pyvovarov；1991年6月2日—），烏克蘭歌手。曾两度获得YUNA奖。2023年9月，皮沃瓦罗夫出任乌克兰之声节目的教练。